# Vektor (datavetenskap)
Begreppet vektor används inom datavetenskapen med ett antal betydelser, som bygger på det matematiska begreppet vektor.
1. Inom dataprogrammering; en lista eller en endimensionell uppställning (array).
2. Inom dataprocessorer;  en inbyggd datatyp för superdatorer som imiterar en matematisk vektor; se processorregister.
3. Inom operativsystem; ett minnesområde.
4. Inom datorgrafik; en linje eller figur till skillnad från rastergrafik; se vektorgrafik.
5. Inom skadlig programvara; vektor är den metod eller den svaghet som används för attacken.

De två första betydelserna beskriver den datastruktur som behövs för att representera en matematisk vektor.  Den tredje betydelsen är en direkt förlängning av den första. Den fjärde betydelsen kommer av att en matematisk vektor beskriver en punkt, och vektorgrafik består av linjer, kurvor eller ytor som förbinder punkter. Den femte betydelsen kommer från matematiken via den militära termen "attackvektor".